# Isla Saint David (Bermudas)
La isla San David (en inglés: St. David's Island) es una de las seis principales islas de las Bermudas. Se encuentra en el extremo norte del territorio, es una de las dos islas de tamaño similar que forman la mayor parte de la parroquia de San Jorge.
La isla fue originalmente de 503 acres (2,04 km²) de tamaño (2,0 kilómetros cuadrados), pero fue ampliada con tierras ganadas al mar en 1942 a 650 acres (2,60 km²) para dejar espacio para una base militar de EE. UU. (originalmente fuerte del Ejército de EE. UU. Bell, más tarde Base Aérea Kindley, y luego USNAS Bermudas) que ocupaba más de la mitad de la isla. La base fue cerrada en 1995, pero gran parte de sus instalaciones se siguen utilizando como parte del aeropuerto internacional de Bermudas. La isla de Cooper es ahora parte de Saint David, aunque las dos islas siguen siendo ampliamente consideradas como si fueran entidades separadas.
La isla fue nombrada en honor de San David, el santo patrono de Gales, la isla de tamaño similar y vecina al norte fue llamada San Jorge, siendo nombrada así por el santo patrón de Inglaterra. Las dos islas están separadas por dos cuerpos de agua - Ferry Reach en el suroeste y el puerto de San Jorge en el noreste. Saint David se separa de la parte continental de Bermudas por las aguas del puerto del Castillo en el sur, pero se unió a él por carretera a través de una Calzada.
Las características más notables de la isla incluyen la cabeza de San David (St. David's Head), punto más oriental de las Bermudas, el Gran Jefe (Gran Jefe es la más prominente de las dos cabeceras que componen St. David's Head), el Aeropuerto Internacional de las Bermudas, el faro de Isla de San David, y la bahía de Annie en la isla de Cooper.
La isla de Saint David se conecta a los Estados Unidos por un cable de fibra óptica en el Atlántico conocido como Américas 360.